# الابتهاج في أحاديث المعراج
الابتهاج في أحاديث المعراج هو كتاب عن قصة الإسراء والمعراج، ألفه الحافظ ابن دحية الكلبي (544 هـ-633 هـ)، يختص الكتاب في دراسة أحاديث الإسراء والمعراج من حيث توثيقها ورد الشبه التي أثيرت حول موضوعاتها، ويتناول في طياته الأحاديث الصحيحة وبين صحتها، ورد الشبه عنها، ويبين أقوال العلماء في حقيقة الإسراء والمعراج، كما استخرج ابن دحية الكلبي فوائد الأحاديث التي نيفت على الستين فائدة.